# Arabidopsis umezawana
Arabidopsis umezawana là một loài thực vật có hoa trong họ Cải. Loài này được Kadota mô tả khoa học đầu tiên năm 2007.